# Joep van den Ouweland
Joep van den Ouweland (Gilze, 6 februari 1984) is een Nederlands betaald voetballer die bij voorkeur op het middenveld speelt.

## Carrière
Van den Ouweland begon bij VV Gilze, een amateurclub uit zijn geboorteplaats. Op zijn zevende verhuisde hij naar de opleiding van Willem II. Na elf jaar in Tilburg kwam hij in de opleiding van Feyenoord terecht. In Rotterdam kreeg de middenvelder, onder coach Mario Been, wel de stempel van groot talent, maar brak nooit door. In 2005 vertrok Van den Ouweland, ondanks het aanbod van een contractverlenging naar De Graafschap. De technisch sterke speler had in Doetinchem nog een contract tot de zomer van 2009. In april 2010 maakte De Graafschap bekend dat ze zijn contract niet verlengen en moest Van den Ouweland na vijf seizoenen bij de Graafschap vertrekken.  Hij tekende in juni 2010 een tweejarig contract bij Go Ahead Eagles. Zijn aflopende contract werd bij Go Ahead Eagles niet verlengd. In 2012 tekende hij een contract bij FC Oss. De van origine rechtsbenige speler is vooral op de linkshalf-positie te vinden. In 2017 ging hij naar Achilles Veen.

### Persoonlijk
Van den Ouweland maakte de havo af en volgde een opleiding tot makelaar, samen met zijn broer Charlie, die aan het einde van het seizoen 2011-2012 zijn carrière afsloot bij FC Oss.

## Clubstatistieken
| Seizoen | Club            | Duels | Goals | Competitie     |
| ------- | --------------- | ----- | ----- | -------------- |
| 2005/06 | De Graafschap   | 36    | 3     | Eerste divisie |
| 2006/07 | De Graafschap   | 38    | 0     | Eerste divisie |
| 2007/08 | De Graafschap   | 12    | 0     | Eredivisie     |
| 2008/09 | De Graafschap   | 28    | 1     | Eredivisie     |
| 2009/10 | De Graafschap   | 35    | 2     | Eerste divisie |
| 2010/11 | Go Ahead Eagles | 24    | 1     | Eerste divisie |
| 2011/12 | Go Ahead Eagles | 32    | 2     | Eerste divisie |
| 2012/13 | FC Oss          | 31    | 0     | Eerste divisie |
| 2013/14 | FC Oss          | 33    | 2     | Eerste divisie |
| 2014/15 | FC Oss          | 24    | 1     | Eerste divisie |
| Totaal  | Totaal          | 300   | 12    |                |